# Csák (keresztnév)
A Csák régi magyar személynév, aminek az eredete bizonytalan. Lehet török eredetű, akkor a jelentése: ütő, de lehet szláv eredetű is.

## Gyakorisága
Az 1990-es években szórványos név, a 2000-es években nem szerepel a 100 leggyakoribb férfinév között.

## Névnapok
- március 20.[2]
- október 11.[2]